# Prádanos de Ojeda (kommunhuvudort)
Prádanos de Ojeda är en kommunhuvudort i Spanien.   Den ligger i provinsen Provincia de Palencia och regionen Kastilien och Leon, i den norra delen av landet, 260 km norr om huvudstaden Madrid. Prádanos de Ojeda ligger 933 meter över havet och antalet invånare är 204.
Terrängen runt Prádanos de Ojeda är platt åt sydväst, men åt nordost är den kuperad. Terrängen runt Prádanos de Ojeda sluttar söderut. Runt Prádanos de Ojeda är det mycket glesbefolkat, med 3 invånare per kvadratkilometer. Närmaste större samhälle är Aguilar de Campóo, 14,4 km nordost om Prádanos de Ojeda. Trakten runt Prádanos de Ojeda består till största delen av jordbruksmark.